# Bandwebermuseum (Wuppertal)

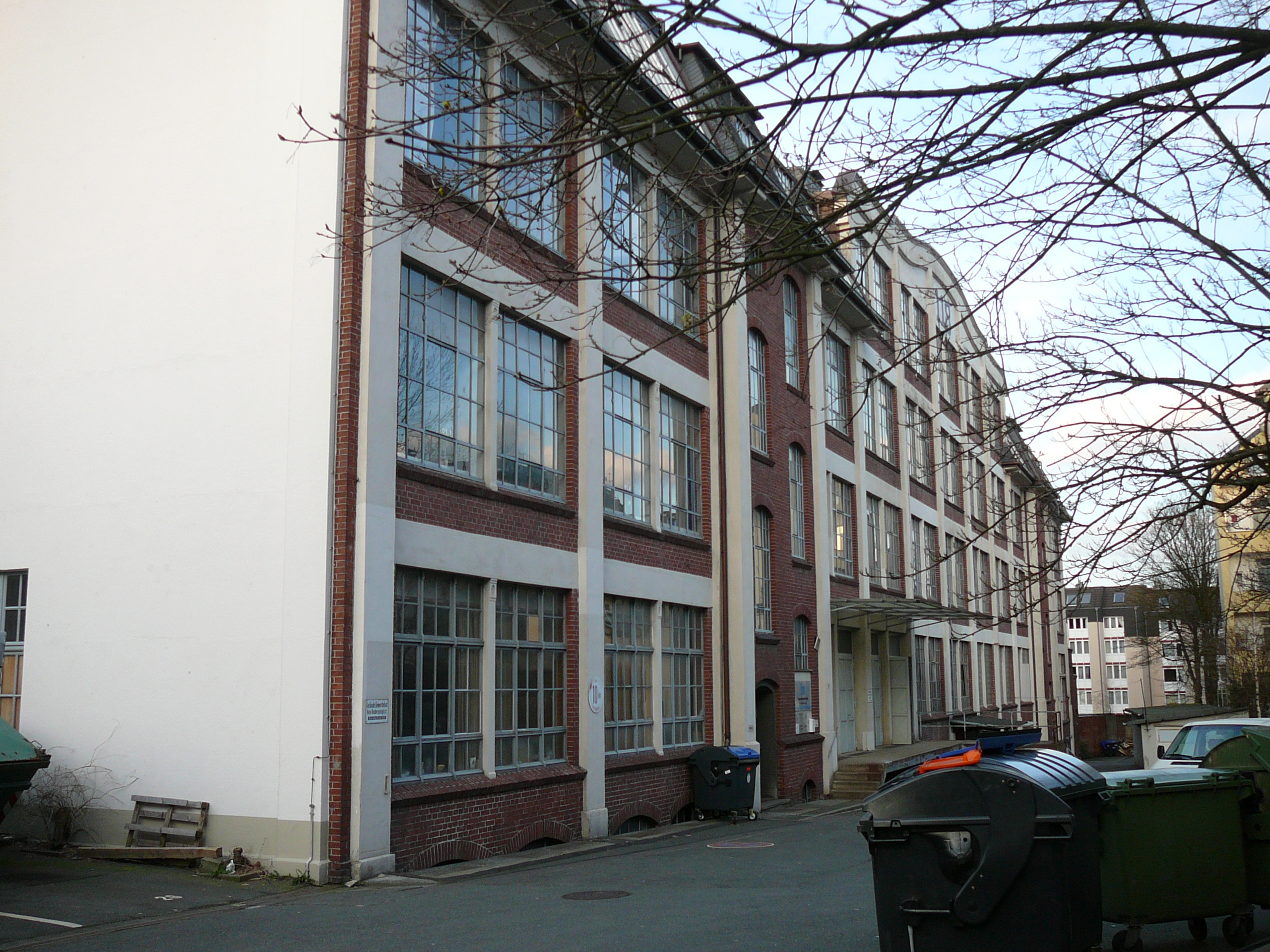
Das Bandwebermuseum ist im Gold-Zack-Gebäude in der Wiesenstraße untergebracht.

Das Bandwebermuseum ist ein technik- und kulturgeschichtliches Museum in Wuppertal.

## Geschichte
Das Museum wurde 1989 eröffnet und befand sich bis Juni 2019 in der Friedrich-Bayer-Realschule im Wuppertaler Ortsteil Küllenhahn (Lage). An diesem Standort wurde es am 13. Juni 2019 geschlossen und am 25.  Januar 2020 in seinen neuen Domizil, dem Gold-Zack-Gebäude in der Elberfelder Nordstadt, wieder eröffnet. Das Bandwebermuseum ist ein Standort des Museums Industriekultur Wuppertal.

## Beschreibung
Das Museum zeigt in seiner Ausstellung diverse Webmaschinen wie etwa einen Jacquardwebstuhl, fertige Produkte aus der Bandweberei und Flechterei sowie eine Hausbandweberstube mit großem Webstuhl.
Das Museum erinnert an die ehemalige Bedeutung der Bandweberei für Wuppertal. 1913 waren allein in der Heimarbeit ca. 8.000 Bandstühle im Einsatz.